# Mela Runsè
La mela Runsè (o Runzè) è un'antica varietà di mele del Piemonte, originaria del Pinerolese. Il nome deriva dai rovi (le ronze in piemontese), ma la genesi è incerta: alcuni riportano che molti rovi infestavano l'area in cui crebbe la pianta madre; secondo un'altra ipotesi, il rimando ai rovi deriverebbe dalle chiome del melo, estremamente folte e intricate se non vengono potate; una terza ipotesi lega il nome all'aroma intenso di questa mela.

## Storia

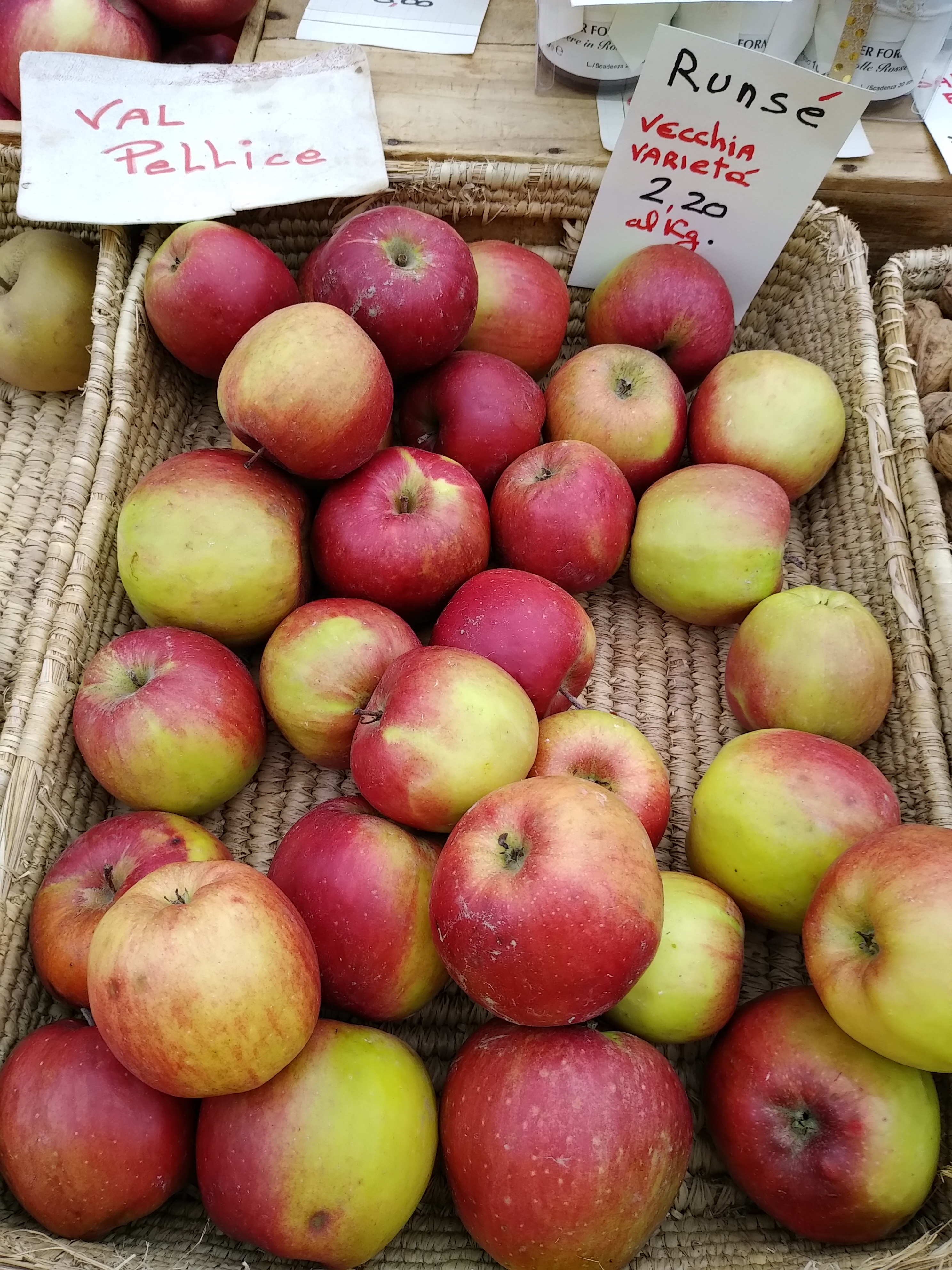
Mele runsè in vendita in un mercato di Torino

Alcune testimonianze riportano che questa cultivar fu creata verso il 1870 tra la frazione di Babano e quella di San Michele di Cavour; altre fonti riferiscono di una sua nascita ai primi del Novecento nella frazione di Sant'Anna di Cavour.
Negli ultimi anni, come per altre varietà antiche, c'è stata una riscoperta di questa mela. Le mele Runsè sono inserite nell'Arca del Gusto di Slow Food e sono state riconosciute, insieme ad altre 7 varietà, nella denominazione "antiche mele piemontesi" che tutela i prodotti tipici dalla Provincia di Torino.

## Caratteristiche
Il frutto è di media pezzatura, la buccia è liscia, con un color rosso vinoso (sopra ad un fondo giallo verde non più visibile a mela matura), lucente e senza ruggine. La polpa è color bianco-crema con sfumature rosate. È un'ottima mela da tavola: all'assaggio si presenta succosa, dal sapore acidulo e molto aromatico.
Tardiva, si raccoglie tra la fine di ottobre e i primi di novembre.